# إقحام (كيمياء)
الإقحام، في الكيمياء، هو الإدخال أو الإدراج العكسي للجزيئات (أو الأيونات) في مادة ذات بنية طبقية، وتحدث هذه العملية عادة في الغرافيت وفي كالكوجينيدات الفلزات الانتقالية.

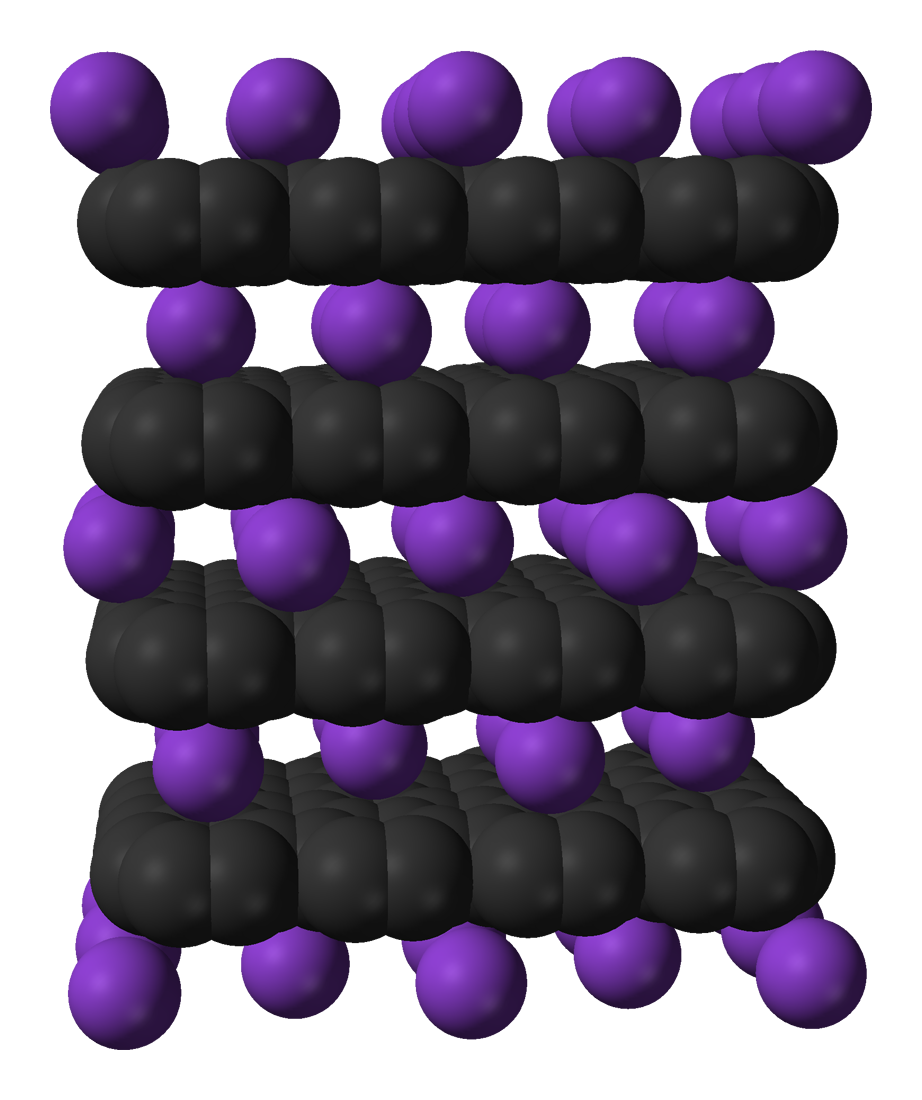
نموذج يوضح عملية إقحام البوتاسيوم بين طبقات الغرافيت.

## أمثلة

### الغرافيت
يعد الغرافيت أحد أشهر المواد المضيفة التي تمتلك القدرة على استقبال مواد أخرى ضمن طبقاتها كمادة ضيف، ومن أشهر الأمثلة عملية إقحام البوتاسيوم بين طبقات الغرافيت. تؤدي عملية الإقحام إلى زيادة فجوة فان دير فالس بين الطبقات، وتحتاج هذه العملية إلى الطاقة، والتي يكون مصدرها عملية انتقال الشحنة بين الضيف والمضيف الصلب (أكسدة واختزال). يوجد نوعان من مركبات الغرافيت والبوتاسيوم هما KC8 و KC24.
تحضَّر فلوريدات الكاربون (مثل (CF)x و (C4F)) بمفاعلة الفلورين مع الكربون الغرافيتي، وينتج عن التفاعل مادة ذات لون رمادي أو أبيض أو أصفر. ترتبط ذرات الكربون مع الفلورين برابطة تساهمية، وهكذا لا يُقحم الفلورين بين طبقات الغرافيت. تستخدم مثل هذه المواد كمهابط (كاثود) في أنواع مختلفة من بطاريات الليثيوم.
تؤدي معاملة الغرافيت مع الحوامض القوية وبوجود عوامل مؤكسدة إلى أكسدة الغرافيت. يحضر ثنائي كبريتات الغرافيت [C24]+[HSO4]− باتباع هذه الطريقة وباستخدام حمض الكبريتيك والقليل من حمض النتريك وحمض الكروميك. يمكن كذلك تحضير بيركلورات الغرافيت المشابهة لتركيب كبريتات الغرافيت بنفس الأسلوب وذلك بمفاعل الغرافيت مع حمض البيركلوريك.

### كالكوجينيدات الفلز الثنائية

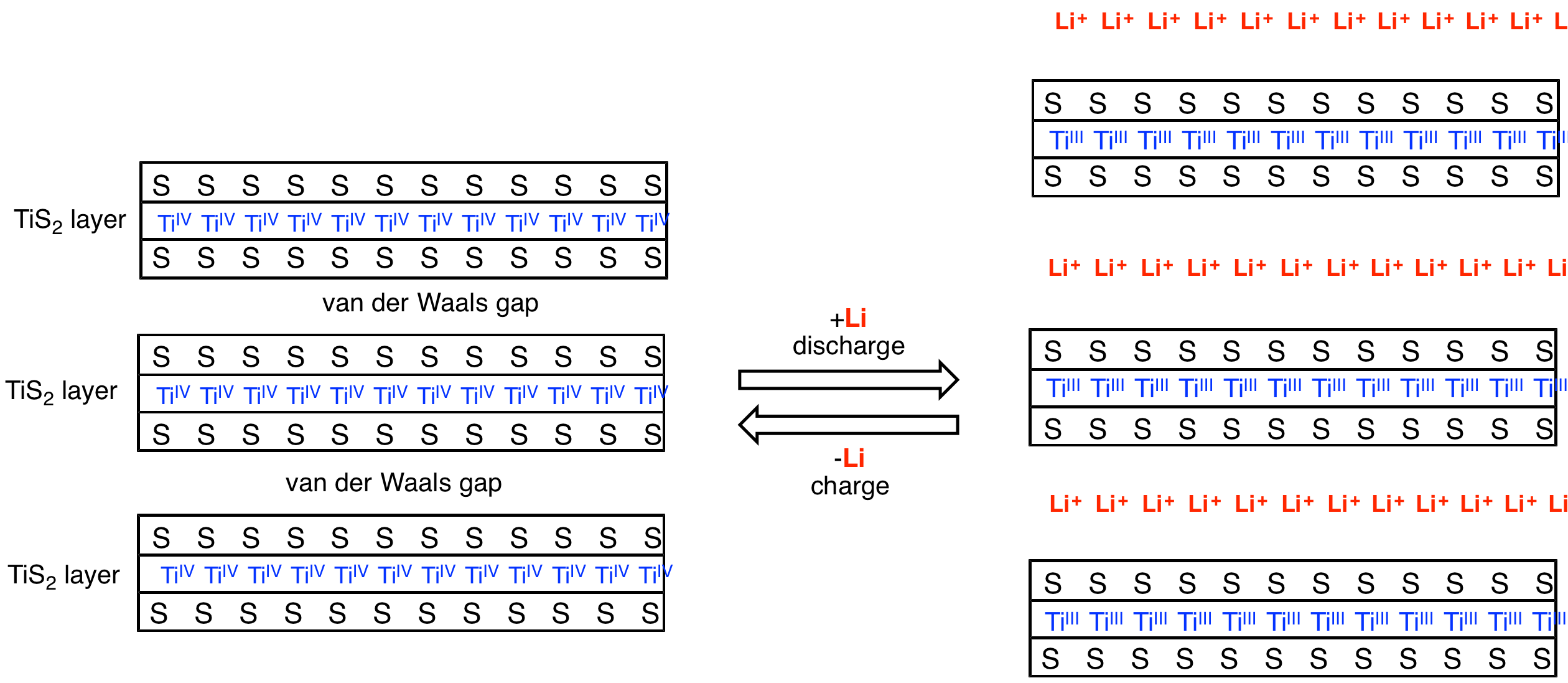
يوضح المخطط عملية إقحام الليثيوم داخل مهبط ثنائي كبريتيد التيتانيوم. يتضخّم أحد محاور بلورة TiS_{2} وتنتقل الشحنة من Li إلى Ti.

تعد كالكوجينيدات الفلز الثنائية ذات التركيب الطبقي مثالًا آخر للمواد المضيف، ومن هذه المواد ثنائي كبريتيد التيتانيوم. تُشخّص عملية الإقحام بواسطة حيود الأشعة السينية وذلك بسبب زيادة المسافة بين طبقات المادة، وتُشخّص كذلك بواسطة التوصيل الكهربائي لأنّ عملية انتقال الشحنة تؤثر على عدد الجزيئات الناقلة للشحنة.
يمتلك أكوسيكلوريد الحديد تركيبًا مشابهًا للكالكوجينيدات الثنائية.

## التقشير
يؤدي الإقحام الشديد للمادة الضيف في بعض الأحيان إلى فصل طبقات المادة المضيفة عن بعضها تمامًا. تسمى هذه العملية بالتقشير exfoliation. تحتاج هذه العملية إلى ظروف شديدة مثل استخدام مذيب ذي قطبية عالية وبعض المواد ذات الفعالية الكيميائية الشديدة.

## مواد مشابهة
الإقحام في الكيمياء الحيوية هو إدراج الجزيئات بين القواعد المكوّنة للدنا. تستخدم هذه العملية كوسيلة لتحليل الدنا وتعد كذلك عملية أساسية في بعض أنواع التسمم.
المركبات القفصية هي مركبات كيميائية تتكوّن من شبكية قادرة على اقتناص أو احتواء الجزيئات بداخلها. تكون المركبات القفصية مركبات بوليمرية عادة وتغلف الجزيئة الضيف تغليفًا كاملًا. ليست المركبات الناتجة من عملية الإقحام ثلاثية الأبعاد، ووفقًا للاتحاد الدولي للكيمياء البحتة والتطبيقية IUPAC فإن المركبات القفصية «هي مركبات إدراجية تكون فيها الجزيئة الضيف داخل قفص تشكّله الجزيئة المضيف أو داخل شبكية من الجزيئات المضيفة».